# Deramas tomokoae
Deramas tomokoae är en fjärilsart som beskrevs av Hayashi 1978. Deramas tomokoae ingår i släktet Deramas och familjen juvelvingar. Inga underarter finns listade i Catalogue of Life.

## Bildgalleri

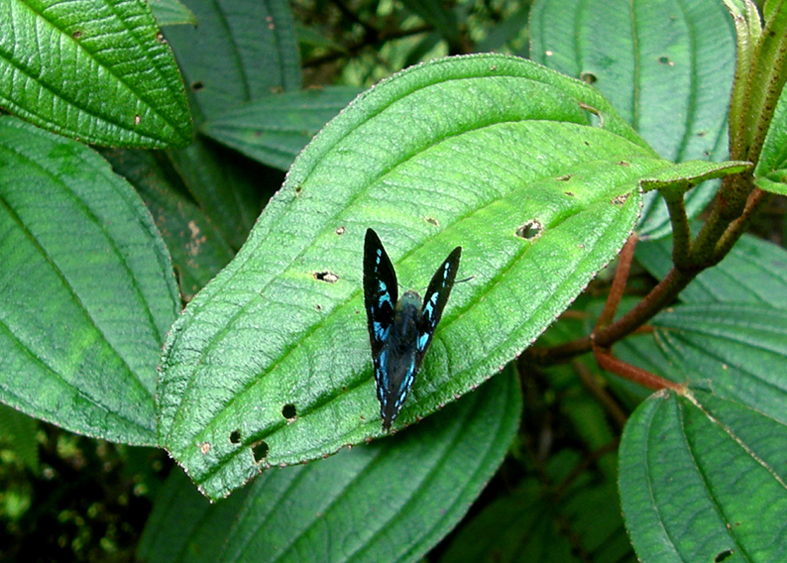
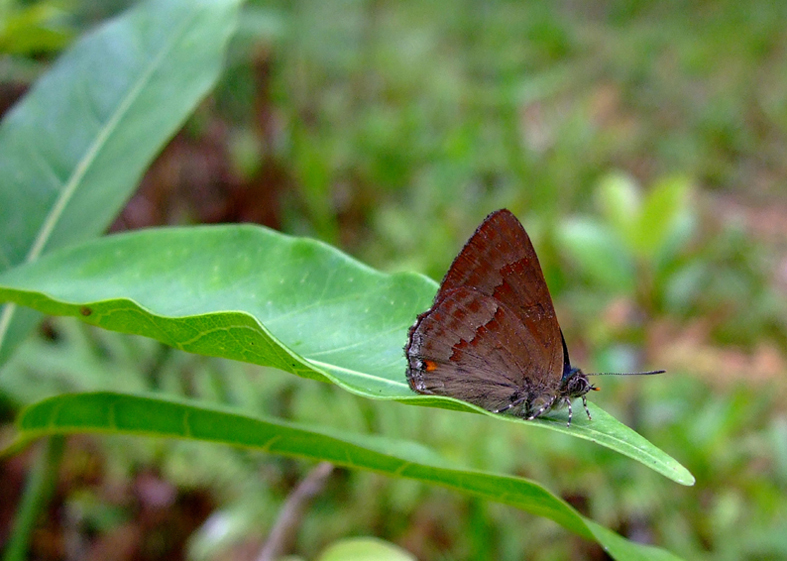
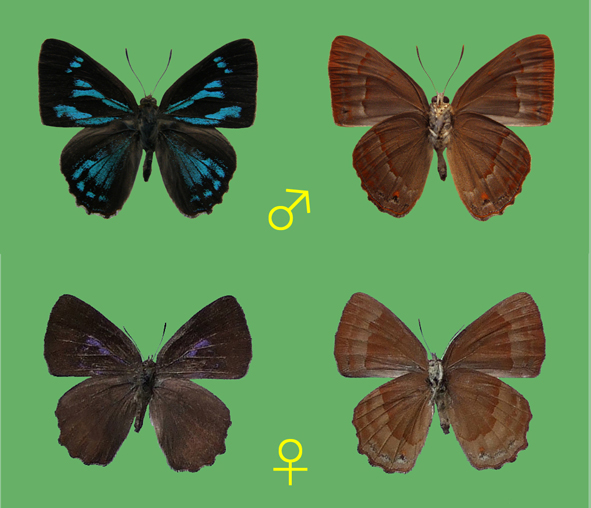